# Doritaenopsis
Doritaenopsis, abreviado Dpts, es un híbrido de los géneros Doritis Lindl. 1833 × Phalaenopsis Blume 1825; híbrido de la familia Orchidaceae. Este género contiene numerosas especies cultivares de orquídeas de gran variedad de colores y formas. 

## Etimología
Del griego dory=“lanza”, alusivo al labio alabardado.

o "Doritis"=Doritis uno de los nombres de la diosa Afrodita.

opsis, “parecido”, refiriéndose a las inflorescencias de algunas especies, que recuerdan a mariposas en movimiento o `bocas entreabiertas.

## Descripción
Las Doritaenopsis son orquídeas Epifitas.

Las hojas de unos 11 cm son estrechas elípticamente ovoideas y redondeadas en el apéndice.

Una de sus características de Doritaenopsis, es el de ser más robustas que sus progenitores aguantando mejor el invierno y florecen más rápido que las Phalaenopsis.
La inflorescencia basal de una longitud de 5 dm se desarrolla en tallo erecto. La floración es abundante y perfumada durando un mes. El diámetro de las flores de 4 cm algunas un poco más pequeñas. De un color pálido, a veces malva, casi uniforme, más pronunciado en el envés de los lóbulos laterales y los sépalos.

## Cultivo
Se cultivan fácilmente. Se pueden desarrollar en condiciones de más sequedad que las Phalaenopsis, produciendo múltiple vástagos en poco tiempo. Florece puntualmente cada verano y duran durante meses.
- Luz

Los Doritaenopsis prefieren una luz viva, sin el sol directo del periodo del mediodía. Su ideal está entre 15.000-20.000 lux. Para ello se pueden situar junto a una ventana orientada al este o al oeste, con un visillo o cortina fina de por medio. Sin que le de la luz directa del sol pues se le pueden quemar las hojas. Las raíces de estas orquídeas son verdes, tienen clorofila por tanto capaces de realizar la fotosíntesis, por lo que es conveniente que estén en macetas incoloras.

- Temperatura

Se desarrolla bien con la temperatura de la casa. Soporta temperaturas de entre 14 y 35 °C con preferencia de temperatura durante el día de 20-24 °C. Para hacerla florecer, hay que mantener una diferencia de temperatura de 5 °C entre el día y la noche durante un mes.
- Agua

De preferencia no calcárea y sin cloro (usar cartuchos filtrantes si el agua disponible es muy calcárea).
La humedad ambiental debe estar situada entre el 50 y 60%, si bien debe ser mayor cuanto más alta sea la temperatura.

- Riegos

Moderados. Hay que dejar secar un poco el compost entre dos riegos. Las raíces prefieren los compost con buen drenaje. Disminuir los riegos cuando los nuevos pseudobulbos estén maduros. Algunas variedades prefieren que las raíces sequen rápidamente.
- Abonos

Las orquídeas no son muy exigentes en el abonado. En primavera se les puede suministrar una fórmula estándar de 20-20-20 correspondientes al Nitrógeno, Fosfato y Potasio para estimular la nueva generación de hojas. Un abonado debe de ser seguido de 2 riegos con agua clara. Un exceso de abono puede necrosar las raíces.
- Aclareo

Normalmente al final del invierno o en la primavera, después de la floración. Toleran bien los tiestos pequeños. Utilizar de preferencia un tiesto no poroso (nada de macetas de barro cocido), a fin de no concentrar las sales minerales. Si no, se recomienda de humedecer el compost con agua clara de vez en cuando. Después del cambio de tiesto, esperar unas dos semanas antes de emprender el ritmo normal de riegos. Vaporizar el envés de las hojas.
- Substrato

Granulometría de fina a media, a base de corteza de pino, atapulgita o argex (esferas de tamaño variable), carbón vegetal, poliestireno.
Es conveniente, no sólo en Phalaenopsis sino en orquídeas en general, desinfectar el medio de cultivo previo a su utilización. Un método eficaz e inocuo tanto para las plantas como para el ambiente es lograr la desinfección por acción del calor.

El proceso consiste en colocar en una asadera la mezcla preparada bien humedecida y llevarla a horno convencional durante 20 minutos a temperatura de 180 °C cuidando de que no se seque en exceso para evitar que se queme.

Retirar y dejar enfriar completamente. Una vez frío volver a humedecer (al plantar el sustrato siempre debe estar mojado).

- Abonos

Debido a que son plantas epífitas que viven sobre troncos de árboles y recogen el agua de lluvia que escurre no tienen grandes exigencias de abono.

Venden abonos especiales para ellas, pero basta con usar un abono para plantas de interior reduciendo su dosis a la cuarta parte, que aplicaremos cada 10-15 días en la floración y el resto del tiempo esporádicamente. 
- Reproducción

Producen innumerables semillas, pero difíciles de germinar como no estén en simbiosis con un hongo. Por lo cual, el método más fácil es mediante Keikis (hijuelo que la planta madre emite en la vara floral, tras la floración). Para estimular la aparición de Keikis tras la floración, se corta la vara por encima de un nudo sobre la mitad de su longitud. Luego se retira con cuidado la pielecilla que cubre las yemas de los entrenudos, con mucho cuidado para no dañar estos. Con ello conseguiremos que les llegue más luz.

También se puede diluir una pizca de la hormona de crecimiento vegetal(benziladenina) en agua y con un pincel dar una fino toque en el corte para estimular su aparición. Una vez el keikis ha emitido unas raíces pequeñas se puede separar de la planta madre.

- Enfermedades

Las Doritaenopsis son resistentes a las enfermedades, siempre y cuando se les tenga una buena ventilación.

## Especies deDoritaenopsise hibridaciones secundarias
- Doritaenopsis Aposya
- Doritaenopsis Cher Teck San
- Doritaenopsis Dtps (Han-Ben Rose x Happy Valentine) x Phal (Pinlong Cinderella × Araig New Eagle)
- Doritaenopsis Dtps (Chin-Hsing Cherry × Kung's Valentine)
- Doritaenopsis Dtps Happy Valentine 'Lea' × At's Queen #1
- Doritaenopsis Dtps (I-Hsin Actor × Tinny Sweetgirl)
- Doritaenopsis Dtps [I-Hsin Actor × (Tom Boy × Mount Beauty)]
- Doritaenopsis Dtps I-Hsin Golden Prince × Phal Yellow Peoker
- Doritaenopsis Dtps I-Hsin New Girl × Phal Ming-Hsing Peach
- Doritaenopsis Dtps Hsintien Stripes × Phal Hsintien Stripes x Phal Ho's French Fantasia
- Doritaenopsis Dtps (Judy Valentine × Yu Pin Princess)
- Doritaenopsis Dtps. Kenneth Shubert "Blue"
- Doritaenopsis Lee Soo Keow
- Doritaenopsis Dtps. Lih Jiang Beauty × P. Luchia Lip
- Doritaenopsis Dtps Luchia Rosehertz × Phal Kung's Valentine
- Doritaenopsis Dtps.(MadHatter x Mosel) × P Kathleen
- Doritaenopsis Dtps (Minho Princess × Nobby's Purple)
- Doritaenopsis Phal. Georges Seurat × Dor.pulcherimma
- Doritaenopsis Phal. Grande Code × Dor.pulcherimma
- Doritaenopsis Phal Musachino ‘Lakeview’ × Dtps Casablanca Joy
- Doritaenopsis Phal. parishii × Dor. pulcherimma
- Doritaenopsis Prince
- Doritaenopsis Dor. pulcherimma × Dtps Lee Soo Kh
- Doritaenopsis Purple Gem
- Doritaenopsis Dtps (Purple Gem × Taisuco Jewel)
- Doritaenopsis Queen Beer
- Doritaenopsis Serdang
- Doritaenopsis Sogo Cherry
- Doritaenopsis Sogo Manager
- Doritaenopsis Taida Little Pixie
- Doritaenopsis Dtps Taisuco Appletine × Dtps (Happy Valentine x Happy Valentine ‘Mogenrose’)
- Doritaenopsis P Tom Boy × Dtps (Mt Beauty × Hama Lip)
- Doritaenopsis Dtps [Tom Boy × (Mount Beauty × Hama Lip) × I-Hsin Actor]
- Doritaenopsis Dtps (Yu Pin Princess × I-Hsin New Girl)

## Doritishíbridos intergéneros
- Aeriditis: Aerdts (Aerides × Doritis)
- Ascovandoritis: Asvts (Ascocentrum × Doritis × Vanda)
- Beardara: Bdra (Ascocentrum × Doritis × Phalaenopsis)
- Dorandopsis: Ddps (Doritis × Vandopsis)
- Doricentrum: Dctm (Ascocentrum × Doritis)
- Doriella: Drlla (Doritis × Kingiella)
- Doriellaopsis: Dllps (Doritis × Kingiella × Phalaenopsis)
- Dorifinetia: Dft (Doritis x Neofinetia)
- Doristylis: Dst (Doritis x Rhynchostylis)
- Doritaenopsis: Dtps (Doritis x Phalaenopsis)
- Dorthera: Dtha (Doritis x Renanthera)
- Gastritis: Gtts (Doritis x Gastrochilus)
- Hausermannara : Haus (Doritis x Phalaenopsis x Vandopsis)
- Hugofreedara : Hgfda (Ascocentrum x Doritis x Kingiella)
- Hagerara : Hgra (Doritis x Phalaenopsis x Vanda)
- Lichtara : Licht (Doritis x Gastrochilus x Phalaenopsis)
- Nakagawaara: Nkgwa (Aerides x Doritis x Phalaenopsis)
- Owensara : Owsr (Doritis x Phalaenopsis x Renanthera)
- Paulara: Plra (Ascocentrum x Doritis x Phalaenopsis x Renanthera x Vanda)
- Pelatoritis: Pltrs (Doritis x Pelatantheria)
- Rhyndoropsis: Rhdps (Doritis x Phalaenopsis x Rhynchostylis)
- Roseara: Rsra (Doritis x Kingiella x Phalaenopsis x Renanthera)
- Sladeara: Slad (Doritis x Phalaenopsis x Sarcochilus)
- Trautara: Trta (Doritis x Luisia x Phalaenopsis)
- Vandoritis: Vdts (Doritis x Vanda)
- Vandewegheara: Vwga (Ascocentrum x Doritis x Phalaenopsis x Vanda)

## Phalaenopsishíbridos intergéneros
- Arachnopsis: Arnps (Arachnis x Phalaenopsis)
- Asconopsis: Ascps (Ascocentrum x Phalaenopsis)
- Beardara: Bdra (Ascocentrum x Doritis x Phalaenopsis)
- Bokchoonara: Bkch (Arachnis x Ascocentrum x Phalaenopsis x Vanda)
- Cleisonopsis: Clnps (Cleisocentron x Phalaenopsis)
- Doriellaopsis: Dllps (Doritis x Kingiella x Phalaenopsis)
- Diplonopsis: Dpnps (Diploprora x Phalaenopsis)
- Dresslerara: Dres (Ascoglossum x Phalaenopsis x Renanthera)
- Doritaenopsis: Dtps (Doritis x Phalaenopsis)
- Devereuxara: Dvra (Ascocentrum x Phalaenopsis x Vanda)
- Edeara: Edr (Arachnis x Phalaenopsis x Renanthera x Vandopsis)
- Ernestara: Entra (Phalaenopsis x Renanthera x Vandopsis)
- Eurynopsis: Eunps (Eurychone x Phalaenopsis)
- Hausermannara: Haus (Doritis x Phalaenopsis x Vandopsis)
- Hagerara: Hgra (Doritis x Phalaenopsis x Vanda)
- Himoriara: Hmra (Ascocentrum x Phalaenopsis x Rhynchostylis x Vanda)
- Isaoara: Isr (Aerides x Ascocentrum x Phalaenopsis x Vanda)
- Laycockara: Lay (Arachnis x Phalaenopsis x Vandopsis)
- Lichtara: Licht (Doritis x Gastrochilus x Phalaenopsis)
- Luinopsis: Lnps (Luisia x Phalaenopsis)
- Lutherara: Luth (Phalaenopsis x Renanthera x Rhynchostylis)
- Macekara: Maka (Arachnis x Phalaenopsis x Renanthera x Vanda x Vandopsis)
- Moirara: Moir (Phalaenopsis x Renanthera x Vanda)
- Nakagawaara: Nkgwa (Aerides x Doritis x Phalaenopsis)
- Owensara: Owsr (Doritis x Phalaenopsis x Renanthera)
- Parnataara: Parn (Aerides x Arachnis x Phalaenopsis)
- Paulara: Plra (Ascocentrum x Doritis x Phalaenopsis x Renanthera x Vanda)
- Phalaerianda: Phda (Aerides x Phalaenopsis x Vanda)
- Phalandopsis: Phdps (Phalaenopsis x Vandopsis)
- Phalanetia: Phnta (Neofinetia x Phalaenopsis)
- Phaliella: Phlla (Kingiella x Phalaenopsis)
- Richardmizutaara: Rcmza (Ascocentrum x Phalaenopsis x Vandopsis)
- Rhyndoropsis: Rhdps (Doritis x Phalaenopsis x Rhynchostylis)
- Rhynchonopsis: Rhnps (Phalaenopsis x Rhynchostylis)
- Renanthopsis: Rnthps (Phalaenopsis x Renanthera)
- Roseara: Rsra (Doritis x Kingiella x Phalaenopsis x Renanthera)
- Sappanara: Sapp (Arachnis x Phalaenopsis x Renanthera)
- Sladeara: Slad (Doritis x Phalaenopsis x Sarcochilus)
- Sarconopsis: Srnps (Phalaenopsis x Sarcochilus)
- Stamariaara: Stmra (Ascocentrum x Phalaenopsis x Renanthera x Vanda)
- Sutingara: Sut (Arachnis x Ascocentrum x Phalaenopsis x Vanda x Vandopsis)
- Trevorara: Trev (Arachnis x Phalaenopsis x Vanda)
- Trichonopsis: Trnps (Phalaenopsis x Trichoglottis)
- Trautara: Trta (Doritis x Luisia x Phalaenopsis)
- Uptonara: Upta (Phalaenopsis x Rhynchostylis x Sarcochilus)
- Vandaenopsis: Vdnps (Phalaenopsis x Vanda)
- Vandewegheara: Vwga (Ascocentrum x Doritis x Phalaenopsis x Vanda)
- Yapara: Yap (Phalaenopsis x Rhynchostylis x Vanda)